# Michał Warszycki

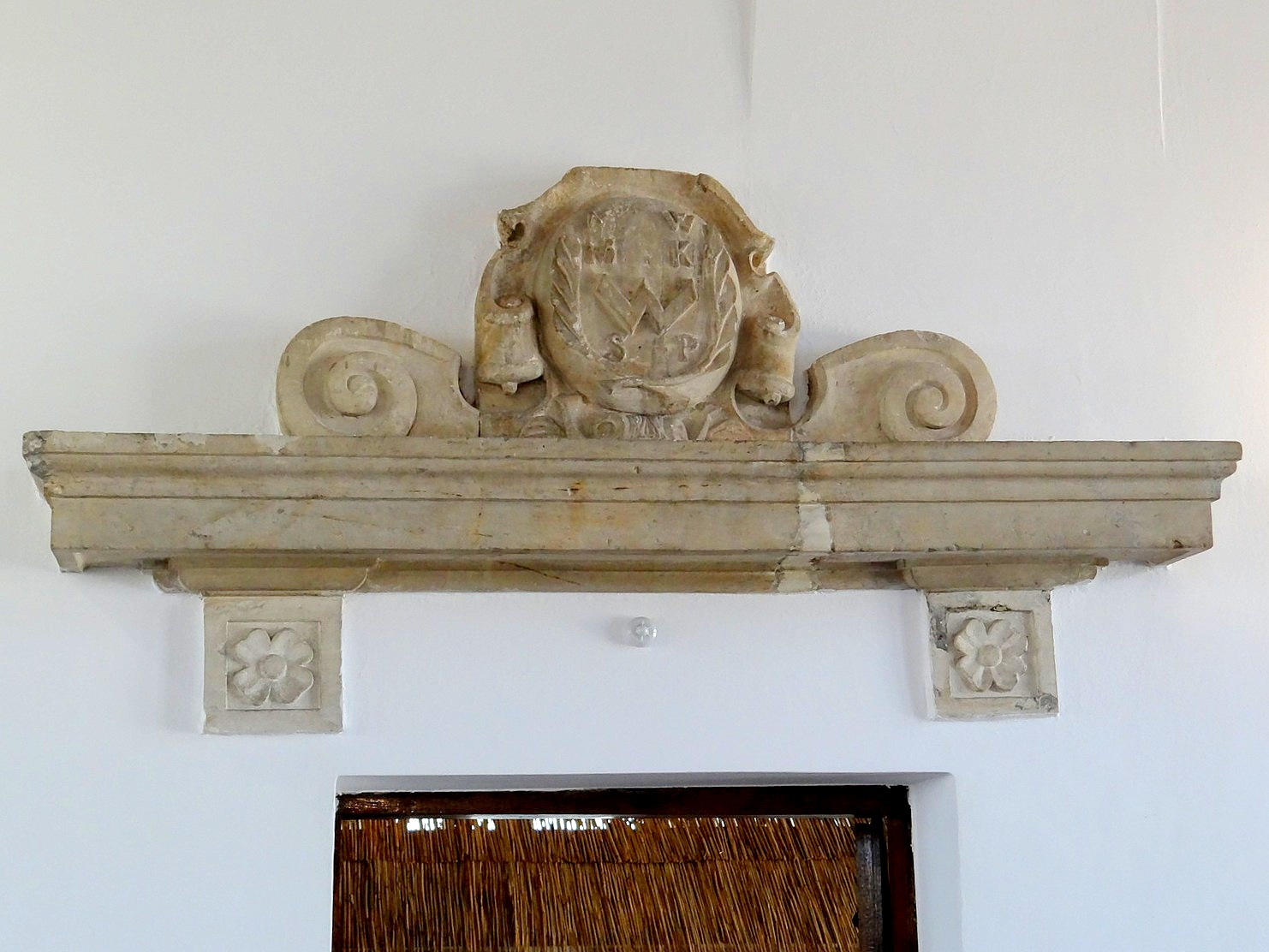
Herb i monogram Michała Warszyckiego w Wieży Królewskiej w Piotrkowie Trybunalskim

Michał Warszycki herbu Abdank (zm. w 1697) – wojewoda sandomierski w latach 1693–1697, miecznik koronny w latach 1681-1693, miecznik łęczycki w latach 1661–1680, starosta piotrkowski w latach 1684–1697.

## Życiorys
Urodził się w polskiej rodzinie szlacheckiej Warszyckich herbu Abdank, jako syn Aleksandra z Warszyc i Białej, podkomorzego sieradzkiego i Zofii z Walewskich. Podczas potopu szwedzkiego walczył z najeźdźcami, pod dowództwem Stefana Czarnieckiego. Był uczestnikiem walk z wojskami rosyjskimi i kozackimi w czasie wojny polsko-rosyjskiej 1654–1667. Był elektorem Michała Korybuta Wiśniowieckiego z województwa sieradzkiego w 1669 roku. 
Podczas kampanii wiedeńskiej wystawił chorągiew husarską (135 koni), jako rotmistrz dowodził tą formacją w bitwie pod Wiedniem i bitwie pod Parkanami.
Poślubił swoją kuzynkę Annę z Warszyckich, córkę kasztelana krakowskiego Stanisława Warszyckiego (ojciec Stanisława i ojciec Aleksandra byli braćmi stryjecznymi). Inicjatorem tego małżeństwa był Stanisław, który wobec bezdzietności syna Jana i córki Teresy postanowił dla podtrzymania rodu wydać córkę za kuzyna. Z tego związku urodziło się czworo dzieci:
- Stanisław – miecznik koronny, starosta łęczycki
- Jerzy – kasztelan łęczycki, wojewoda łęczycki, marszałek Trybunału Koronnego
- Teresa – żona wojewody sieradzkiego Jana Odrowąża Pieniążka
- Teofila – żona starosty wieluńskiego Jana Męcińskiego.

W 1674 roku był elektorem Jana III Sobieskiego z województwa sieradzkiego i województwa krakowskiego, podpisał jego pacta conventa. Poseł na sejm koronacyjny 1676 roku.
Po zerwanym sejmie konwokacyjnym 1696 roku przystąpił 28 września 1696 roku do konfederacji generalnej.